# Ghanzi
Ghanzi je město v západní Botswaně, v poušti Kalahari. Leží v distriktu Ghanzi, jehož je hlavním městem. V městě je jen jedna banka, Barclays Bank.
V roce 2011 mělo Ghanzi 12 267 obyvatel.
Někdy se mu též říká hlavní město Kalahari.